# Château de Motteux
Le château de Motteux se situe à Marolles-sur-Seine dans le département de Seine-et-Marne en région Île-de-France. Il est inscrit au titre des monuments historiques en 1989,.
Motteux était un sous-fief de la seigneurie de Marolles-sur-Seine qui a été acheté progressivement par les seigneurs tout à la fin du XVIe siècle et tout au début du XVIIe siècle.

## Les différents propriétaires
Le château a été édifie par la famille de Foissy vers 1569. L'architecte en serait Jean de Brosse, père de Salomon de Brosse.
Acheté en 1661 par Jean de La Barde qui fut marquis de Marolles, il passe dans la famille de Brion. Puis au tout début du XIXe siècle, la famille de Sinéty, famille descendante des deux précédentes, devient propriétaire du château. 
Il est depuis peu la propriété d'un traiteur local réputé, qui a restauré une partie des communs afin d'y organiser diverses manifestations.

## Description
En 1593, il est décrit comme un château à trois donjons couverts d'ardoises avec cour entouré de fossés, basse-cour avec muraille, grange et colombier.
À la fin du XIXe siècle, la famille de Sinéty fait abattre une partie des communs pour construire à la place les écuries actuelles près de l'aile nord et une résidence près de l'aile sud.
Au début du XXIe siècle, les communs menacent à nouveau de ruine à la suite de la tempête de 1999. Ils sont restaurés par la famille de Sinéty.